# Велики Луки
Велики Луки (на руски: Великие Луки) е град в Русия, Псковска област, административен център на градски окръг Велики Луки.
Включен е в състава на Сребърния пръстен на Русия.
Населението на града към 1 януари 2018 година е 91 435 души.